# 托雷拉帕哈
托雷拉帕哈，是西班牙阿拉贡自治区萨拉戈萨省的一个市镇。 总面积16平方公里，总人口42人（2001年），人口密度3人/平方公里。